# Jens Otto

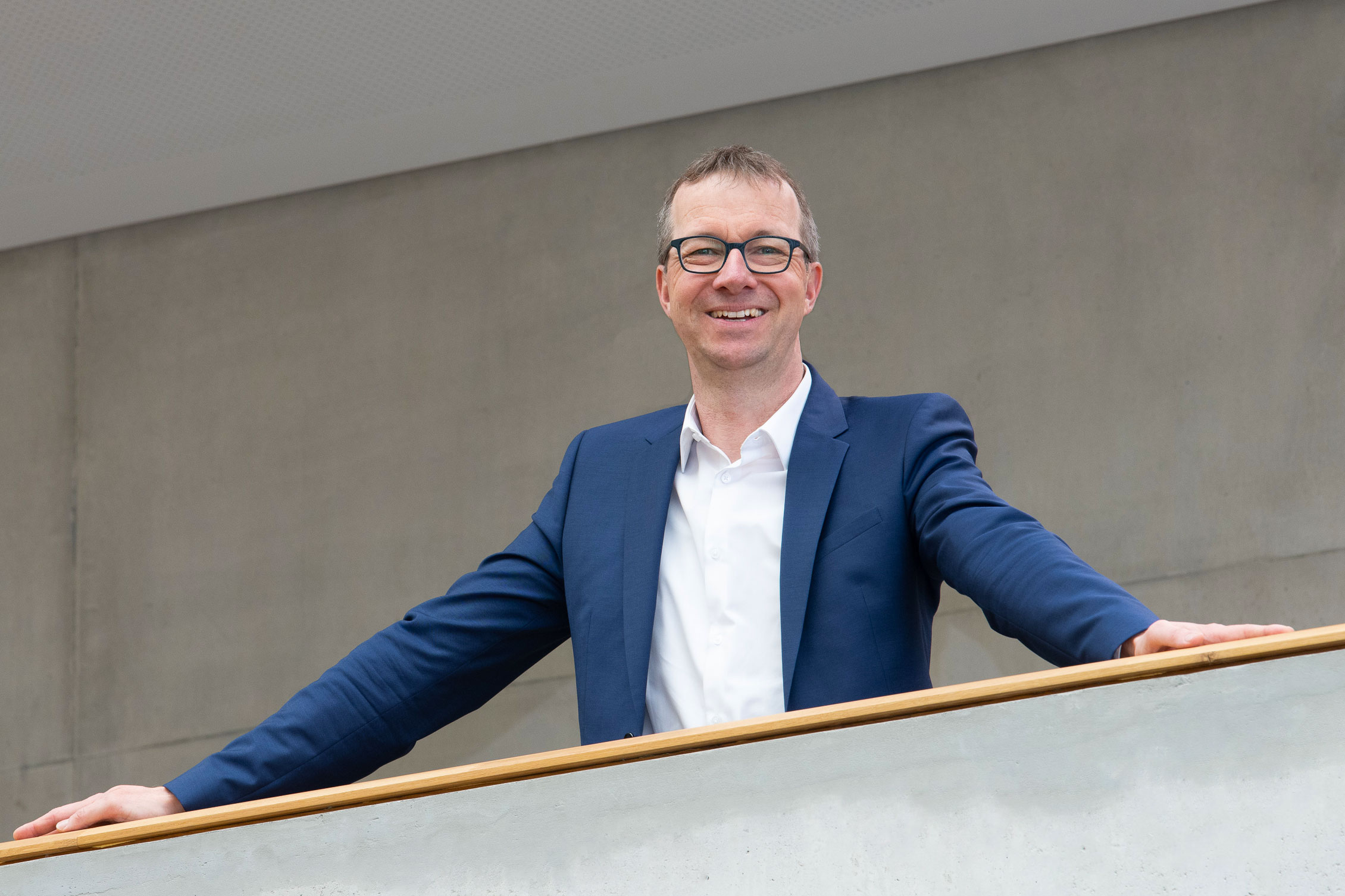
Jens Otto

Jens Otto (* 1974) ist ein deutscher Bauingenieur, Fachautor und Professor für Baubetriebswesen sowie Direktor des gleichnamigen Instituts an der Technischen Universität Dresden.

## Leben
Jens Otto studierte ab 1994 Bauingenieurwesen, Fachrichtung Konstruktiver Ingenieurbau, an der Technischen Universität Dresden und der City University London. Er schloss das Studium 1999 als Diplom-Bauingenieur ab. Nach seiner Tätigkeit im Ingenieurbüro Leonhardt, Andrä und Partner war er 2001 bis 2007 wissenschaftlicher Mitarbeiter bei Rainer Schach an der Technischen Universität Dresden und wurde im Jahr 2006 zum Dr.-Ing. promoviert. Parallel dazu studierte er Wirtschaftswissenschaften an der Fernuniversität Hagen und schloss das Studium als Diplom-Wirtschaftsingenieur ab. Nach mehrjähriger Tätigkeit in unterschiedlichen Bauunternehmen, zuletzt bei der Ed. Züblin AG, nahm er 2017 den Ruf als Universitätsprofessor der Technische Universität Dresden an. Seitdem ist er geschäftsführender Direktor des Instituts für Baubetriebswesen und hat die gleichnamige Professur inne. 2019 wurde er Studiendekan der Fakultät Bauingenieurwesen. Jens Otto ist Autor mehrerer Fachbücher und Sachverständiger für Baupreisbildung sowie baubetriebliche und bauverfahrenstechnische Fragestellungen.

Jens Otto ist verheiratet und hat drei Kinder.

## Forschung
Die Forschungsschwerpunkte von Jens Otto liegen in unterschiedlichen Bereichen der unternehmerischen und operativen Bauprozessabwicklung aus Sicht von Auftraggeber und Auftragnehmer. Darüber hinaus befasst er sich mit innovativen Ansätzen der Nachhaltigkeit und Ressourceneffizienz beim Bauen sowie der Entwicklungen bauspezifischer Innovationen und neuer Technologien (Bauen 4.0). In diesem Kontext initiiert und leitet er Forschungsprojekte und unterstützt die Lösungsfindung von Industrieanwendungen. Er ist Mitglied in zahlreichen Arbeitskreisen sowie einschlägigen Gremien und Verbänden.

## Veröffentlichungen
Jens Otto ist Herausgeber und Autor mehrerer wichtiger Fachbücher und Publikationen zu ausgewählten Themengebieten mit bauwirtschaftlichen und baubetrieblichen Inhalten. Seit 2021 ist er Mitautor des dreiteiligen Bandes „Grundlagen der Baubetriebslehre“, ein einschlägiges Standardwerk für Lehrende und Forschende.
Fachbücher
- mit M. Ditzen: Konjunkturprogramme in der Bauindustrie. Springer Vieweg Verlag, 2019, ISBN 978-3-658-25059-1, doi:10.1007/978-3-658-25060-7.
- mit J. Eisele, A. Harzdorf, L. Hüttig, J. Stroetmann, B. Trautmann, C. Weller: Multifunktionale Büro- und Geschäftshäuser Planung – Konstruktion – Ökologie – Ökonomie. Springer Vieweg Verlag, 2020, ISBN 978-3-658-28457-2, doi:10.1007/978-3-658-28458-9.
- mit R. Schach: Baustelleneinrichtung. 4. Auflage. Springer Vieweg Verlag, 2022, ISBN 978-3-658-36870-8.
- mit F. Berner, B. Kochendörfer, R. Schach, H. C. Jünger, M. Sundermeier: Grundlagen der Baubetriebslehre 2: Baubetriebsplanung. Springer Wiesbaden, 2022, 3. Auflage, ISBN 978-3-658-35546-3, doi:10.1007/978-3-658-35547-0.

Aufsätze in Fachzeitschriften
- mit V. Mechtcherine, V. N. Nerella, F. Will, M. Näther, M. Krause: Large-scale digital concrete construction – CONPrint3D concept for on-site, monolithic 3D-printing. In: Automation in Construction, Jg. 107 (2019), Artikel 102933, doi:10.1016/j.autcon.2019.102933
- mit V. Markin, M. Krause, C. Schröfl, V. Mechtcherine: 3D-printing with foam concrete: From material design and testing to application and sustainability. In: Journal of Building Engineering, vol. 43 (2021), Artikel 102870, doi:10.1016/j.jobe.2021.102870